# Nest Island
Nest Island – niezamieszkana wysepka w Zatoce Frobishera, w Archipelagu Arktycznym, w regionie Qikiqtaaluk, na terytorium Nunavut, w Kanadzie. W pobliżu Nest Island położone są wyspy: Pike Island, Pugh Island, Redan Island, Resor Island i Whiskukun Island.